# 賈斯汀·阿馬什
賈斯汀·阿馬什（英語：Justin Amash，1980年4月18日—）是美國的一位律師和共和黨籍政治人物，曾任众议员。自2011年開始，他是来自密歇根州第三国会选区的美國眾議院議員。2013年時，他是美國眾議院第6年輕的議員。他也是茶黨運動的成員之一。2019年曾退出共和党，2020年加入自由意志党，成为自由意志党首位国会议员，至2024年回歸共和黨。

## 早期生活與教育
賈斯汀·阿瑪什於1980年4月18日出生於密歇根州大急流城，父親是巴勒斯坦移民，後來移民到美國。他的父親阿塔拉·阿瑪什（Attallah Amash）是一位巴勒斯坦基督徒，他在1956年通過美國牧師及其家人的讚助在16歲時移民到美國。

## 生涯
密歇根州第72眾議院选区現任州代表格倫·施泰爾（Glenn D. Steil Jr.）由於任期限製而無法競選2008年大選。阿瑪什在共和黨初選中參加競選，並擊敗了另外四名候選人，然後在大選中擊敗了民主黨候選人艾伯特（Albert Abbasse）。
在州長府任職期間，阿瑪什提出了五項決議和十二項法案，但沒有一項獲得通過。在州議會期間，他開始使用自己的Twitter和Facebook頁面來報告自己的最低票數並解釋其理由，並在他的網站上建立了政府透明頁面，該頁面允許人們查看其成員和其員工的薪水。

### 議員

#### 共和黨
2010年2月9日，阿瑪什宣布他將競選密歇根州第三國會選區的共和黨候選人，第二天，現任議員維爾恩·埃勒斯宣布他不會尋求連任。

#### 無黨籍
2019年7月4日，阿瑪什宣布即將離開共和黨；7月8日，阿瑪什正式向共和黨領袖凱文·麥卡錫和眾議院共和黨會議領袖利茲·切尼遞交了辭呈。在此過程中，他辭去了監督與改革委員會的席位；如果他沒有辭職，他仍將在離開眾議院共和黨會議後自動被撤職，並由另一名成員代替。

#### 自由意志黨
2020年4月29日，賈斯汀·阿馬什宣布加入自由意志黨，成為自由意志黨首位美國國會議員。
早在2019年起，经过几个月出现了猜测他将参加总统竞选的传闻。2020年4月28日，阿马什宣布成立一个试探委员会，寻求自由意志党总统初选提名；5月16日，他撤销了初选提名，因其考虑到COVID-19大流行对经济的影响导致了政治上的两极分化加剧，使他決定放棄角逐競選。